# انتخابات مجلس الأمن التابع للأمم المتحدة 1964
أجريت انتخابات مجلس الأمن التابع للأمم المتحدة لعام 1964 يومي 29 و30 ديسمبر خلال الدورة التاسعة عشرة للجمعية العامة للأمم المتحدة، التي عقدت في مقر الأمم المتحدة في مدينة نيويورك. انتخبت الجمعية العامة أربعة أعضاء من خلال التشاور مع الرئيس، أعضاءا غير دائمين في مجلس الأمن التابع للأمم المتحدة لمدة عامين تبدأ في 1 يناير 1965.

## القواعد
يتألف مجلس الأمن من أحد عشر مقعدا، يشغلها خمسة أعضاء دائمين وستة أعضاء غير دائمين. وفي كل عام، يتم انتخاب نصف الأعضاء غير الدائمين لمدة عامين.   ولا يجوز للعضو الحالي أن يترشح على الفور لإعادة انتخابه.  ويجب أن يحصل المرشحون على أغلبية الثلثين المطلوبة ليتم انتخابهم لعضوية مجلس الأمن التابع للأمم المتحدة. 

## النتيجة
في هذا الوقت، كان عدد الدول الأعضاء في الأمم المتحدة 115 دولة.  وكان هناك خمسة مرشحين لأربعة مقاعد. في اجتماع 29 ديسمبر 1964، اقترح رئيس الجمعية العامة للأمم المتحدة منح مقاعد لأوروغواي وماليزيا وهولندا، وهو الاقتراح الذي وافقت عليه الجمعية. تم تأجيل مناقشة ترشيحات مالي والأردن إلى يوم آخر. 
وفي اجتماع يوم 30 ديسمبر 1964، تم الاتفاق على أن يشغل الأردن المقعد للسنة الأولى، ومالي للسنة الثانية. 

## روابط خارجية
- وثيقة الأمم المتحدة A/59/881 مذكرة شفوية من البعثة الدائمة لكوستاريكا تحتوي على سجل لانتخابات مجلس الأمن حتى عام 2004